# Rubén Martinez
Rubén Martinez (Lugo, 15 marzo 1938 – Madrid, 17 novembre 2006) è stato un pugile spagnolo.

## Biografia
Pugile divenuto poi dirigente, venne eletto presidente della Federazione europea di pugilato ed era ancora in carica quando il 17 novembre 2006 morì a causa di un arresto cardiaco mentre si trovava a Madrid.